# Вааксаары (нулк)
Ва́акса́ары (эст. Vaaksaarõ), также Ва́ксара — один из 12 нулков Сетумаа.

## География
Расположен частично на территории волости Сетомаа уезда Вырумаа, Эстония, и частично на территории Паниковской волости Псковской области России.

## История
Исторический регион сету в письменных источниках впервые упомянут в 1904 году (Vaaksarõ nulk, Vaksara nulk), в 1978 и 1985 году упоминается Vaaksaare nulk. Нулк охватывает южную часть бывшей (исторической) Паниковской волости (эст. — волости Меремяэ); его название происходит от названия деревни Вааксаары.

## Населённые пункты
Согласно перечню, утверждённому сетусцами в 2010 году, к нулку Вааксаары относятся:
- официальные эстонские деревни Вааксаары (русское название — Ку́рпичево[3]), Кийслова (Ма́лое Кисло́во), Куйгы (Го́ренка), Мийксе (Мегозино, Мегузицы), Олехкова (Але́хново), Пелси (Кульницова), Сиргова (Ши́рково) и Сулби (Сулпикова, Сюльпики);
- бывшие эстонские деревни Ва́рысты (Большие Горинки, часть деревни Сиргова), Со́лова (Соловьёво) и Су́уры-Ки́йслова (Большо́е Кисло́во, часть деревни Кийслова);
- российские деревни Кирово (эст. Kiirova), Кранцово (эст. Krantsova), Медниково (эст. Mednikova), Настахино (эст. Vasildõ), Поддубье (эст. Poduvja) и Порослово (эст. Porosluva);
- бывшая российская деревня Балуево, Паниковская волость, Псковский район (Валуева, эст. Luuska).

## Число жителей
Число жителей эстонских деревень нулка Вааксаары по данным переписей населения СССР, переписи населения 2000 года, переписи населения 2011 года и Регистра народонаселения по состоянию на 7 сентября 2021 года и 1 мая 2022 года, чел.:
| Деревня   | 15.01.1959 | 15.01.1970 | 17.01.1979 | 19.01.1989 | 31.03.2000 | 31.12.2011 | 07.09.2021 | 01.05.2022 |
| --------- | ---------- | ---------- | ---------- | ---------- | ---------- | ---------- | ---------- | ---------- |
| Вааксаары | 23         | 13         | .*         | .*         | 5          | 6          | 4          | 4          |
| Кийслова  | 47         | 37         | 48         | 26         | 3          | 6          | 5          | 6          |
| Куйгы     | 26         | 16         | 56         | 45         | 6          | 3          | 4          | 4          |
| Мийксе    | 195        | 137        | 123        | 96         | 54         | 34         | 38         | 38         |
| Олехкова  | 38         | 23         | .**        | .**        | 15         | 9          | 9          | 9          |
| Пелси     | 25         | 18         | .***       | .***       | 10         | 7          | 8          | 8          |
| Сиргова   | 65         | 30         | .**        | .**        | 10         | 4          | 3          | 3          |
| Сулби     | 26         | 21         | .*         | .*         | 1          | 1          | 4          | 4          |
| Всего     | 445        | 295        | 227        | 167        | 104        | 70         | 75         | 76         |

* в составе деревни Кийслова

** в составе деревни Куйгы

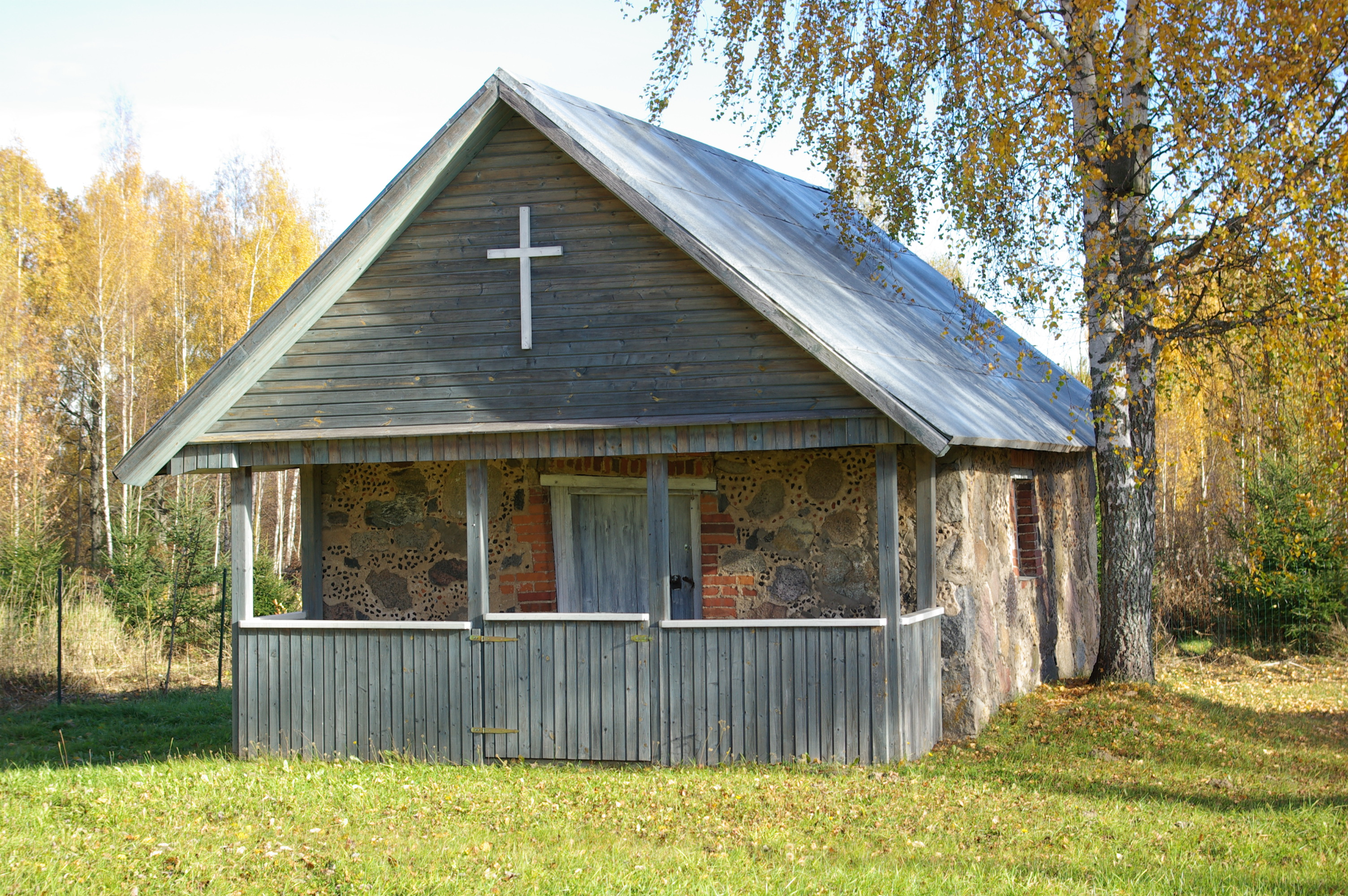
Цяссон (часовня сету) в деревне Пелси

*** в составе деревни Куксина, нулк Коолина
Число жителей русских деревень нулка Вааксаары по состоянию на 2010 год:
| Деревня   | 2010 год, чел. |
| --------- | -------------- |
| Кирово    | 12             |
| Кранцово  | 5              |
| Медниково | 6              |
| Настахино | 0              |
| Поддубье  | 7              |
| Порослово | 5              |
| Всего     | 35             |